# 진정제

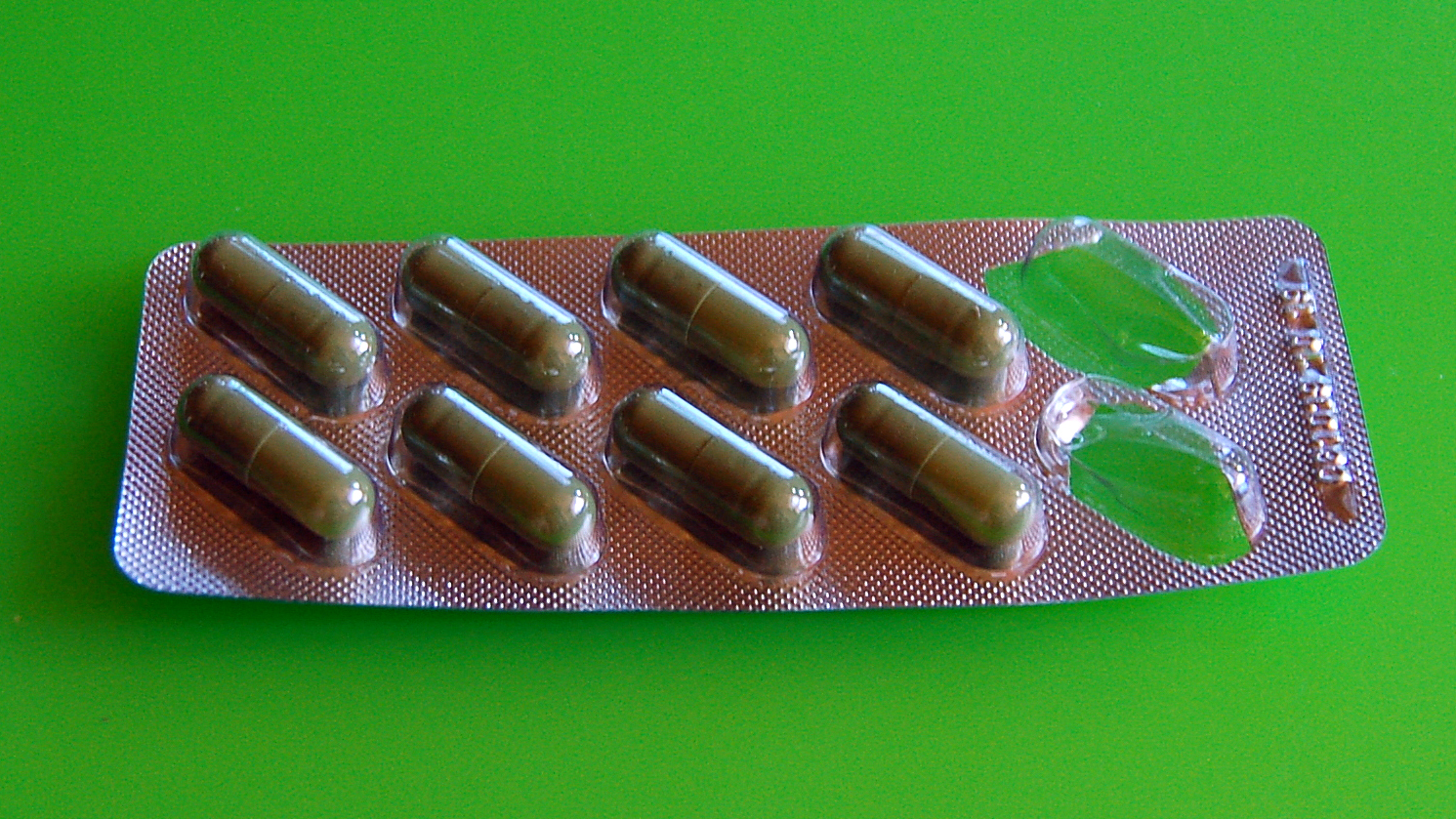

진정제(鎭靜劑,sedative)란 신경계의 이노성과 흥분을 가라앉히는(진정작용)약이다.
일반적으로 진정제는 대뇌 겉질의 기능이 이상 항진되었을 때에 이를 완화할 목적으로 쓰는 약물로 불안, 고민, 동통(疼痛) 따위의 흥분 상태를 없앤다.

## 수면진정제
수면진정제(睡眠鎭靜劑)는 신경의 흥분 상태를 진정시키고 잠들 때까지 걸리는 시간을 줄여 주며, 총 수면 시간을 늘려 주고 자다 깨는 횟수를 줄여 주며, 수면의 질을 향상시켜 주는 약물. 에스타졸람, 플루라제팜, 트리아졸람, 로라제팜, 알프라졸람 따위와 같은 벤조다이아제핀 계열과 트라조돈, 졸피뎀, 조피클론 따위와 같은 비벤조다이아제핀 계열 약물이 있다.

## 항불안진정제
항불안진정제(抗不安鎭靜劑)는 중추 신경계의 비정상적 항진을 진정시켜 불안을 해소하는 데 사용하는 약물이다.

## 같이 보기
- 수면제
- 안정제